# Pravastatin
Pravastatin je agens snižavanja nivoa holesterola is statinske klase lekova. On je mikrobno transformisani mevastatin. Pravastatin je bio prvi otkriveni statin. On je dihidroksi kiselina sa otvorenim prstenom i sa 6’-hidroksilnom grupom kojoj nije neophodna in vivo aktivacija.

## Spoljašnje veze
|  | Molimo Vas, obratite pažnju na važno upozorenje u vezi sa temama iz oblasti medicine (zdravlja). |